# Ulica Jakuba Jasińskiego w Warszawie
Ulica Jakuba Jasińskiego – ulica w dzielnicy Praga-Północ w Warszawie.

## Historia
Ulicę Jakuba Jasińskiego w obecnym kształcie wytyczono przed 1912. Jej zachodnia część zawiera w swym przebiegu zachodni odcinek ulicy Michajłowskiej (Michałowskiej) (od 1916 ul. Łukasińskiego). Od ok. 1905 do 1916 ulica nosiła nazwę Floriańskiej.
Ulica Michajłowska powstała jako element gwiaździstego założenia ulic przecinających plac Weteranów 1863 r.. Jej końcowy odcinek jest dziś początkiem ulicy Jasińskiego.
Przed rokiem 1912 zlikwidowano środkowy odcinek ulicy; dziś na tym miejscu wznosi się gmach Szpitala Praskiego. Po tym czasie ulicę poprowadzono na nowo, wzdłuż posesji należących do ul. Szerokiej (dziś: ks. I.Kłopotowskiego). Ich stosunkowo prosta linia wyznaczyła południową pierzeję ulicy Jasińskiego; już w połowie XIX wieku stały wzdłuż niej zabudowania gospodarcze. Zachodnią część ulicy przecinało wtedy rozlewisko strumienia wypływającego w rejonie dzisiejszego wejścia do Szpitalnego Oddziału Ratunkowego Szpitala Praskiego przy ul. Olszowej, które ciągnęło się przez tereny dzisiejszego Szpitala Praskiego do skrzyżowania ulic ks. I.Kłopotowskiego i Sierakowskiego.
Przed rokiem 1910 przy Michajłowskiej znajdowała się tylko jedna posesja, zabudowana w roku 1905 trzypiętrową kamienicą. Całą pierzeję nieparzystą wypełniły zabudowania Szpitala Praskiego, przypisane obecnie numeracji al. „Solidarności”. Na rogu ulic Jasińskiego i Sierakowskiego wzniesiono budynek tzw. morgi zaprojektowany Felicjana Rakiewicza.
W okresie międzywojennym pomiędzy ulicami Jasińskiego i ks. I.Kłopotowskiego wzniesiono tylko kompleks trzech kamienic Polskich Zakładów Chemicznych „Nitrat” zaprojektowanych przez Jerzego Wierzbickiego i przypisanych adresowo do ulicy Szerokiej, zaś jedyna przy ul. Jasińskiego kamienica ocalała do dziś.
Na rogu Panieńskiej i Jasińskiego, przy murze Szpitala Praskiego, znajduje się zachowany niemiecki schron obserwacyjno-wartowniczy z okresu II wojny światowej.